# Audrun
Audrun ist ein weiblicher Vorname.

## Herkunft und Bedeutung des Namens
Der Name ist zusammengesetzt aus den Wortteilen Aud altnordisch für Wohlstand, Glück, Reichtum und  run altnordisch für geheime Überlieferung.

## Varianten
- Auðrún (isländisch)
- Eyðrun (färöisch).

## Bekannte Namensträgerinnen

### Audrun
- Audrun Utskarpen, norwegische Biochemikerin